# Le Motif
Ne doit pas être confondu avec Le Motif (chanteur).
Le Motif (titre original : Mind of my Mind) est un roman de science-fiction féministe de l'écrivaine américaine Octavia E. Butler. Il est le deuxième roman de la série Patternist.

## Résumé
Ce deuxième roman de la série raconte l'histoire de l'origine de la société Patternist. Le roman se déroule à Forsyth, en Californie, une ville proche de Los Angeles, dans les années 1970. Le chef des humains télépathes qui deviennent plus tard dans la série connus sous le nom de Patternists, est un homme originaire d'Afrique nommé Doro. Doro a environ 4 000 ans et est immortel. Cependant son immortalité n'est pas physique mais psychique et il doit déplacer son essence vers différents corps au fil du temps pour survivre, en tuant ses hôtes. Doro « procrée » indirectement en croisant sélectivement les corps de personnes sensibles à la télépathie qu'il parasite ou non, dans le but de créer un groupe de surhumains psychiquement doués par lesquels il espère augmenter son pouvoir, et aussi se sentir moins seul au monde. L'histoire se focalise sur l'une des filles de Doro, Mary, qui est une jeune femme métisse et pauvre. Doro espère que sa fille Mary deviendra une télépathe exceptionnelle capable de se connecter avec d'autres télépathes.
Au milieu de la transition de Mary de télépathe «latente» à «active» durant son adolescence, elle crée le tout premier réseau de Patternists grâce à son attachement mental à six autres personnes télépathes actives. Deux ans plus tard, Mary a ajouté 1 500 personnes à son réseau télépathe. Doro pense alors que Mary a acquis trop de pouvoir et exige qu'elle arrête d'acquérir des télépathes. Cela crée un conflit entre eux et avec le soutien de son peuple, Mary acquiert la force de se battre et de détruire Doro en l'ajoutant au «réseau» et en drainant son énergie vitale. Le conflit provoque de nombreuses victimes dans le combat mais Mary parvient à continuer à faire grandir et à protéger la société Patternist qu'elle a créée.
Les personnes qui ont lu Le Maître du réseau et Humains, plus qu'humains auparavant savent déjà à la lecture du roman que peu de temps après cette victoire, le virus Clayark apporté d'un monde extraterrestre crée des êtres animaux mutés qui ne peuvent pas être manipulés par télépathie et infectent les autres, conduisant à un monde  dystopique où deux groupes se battent pour le contrôle, et les humains ordinaires doivent choisir entre servir la société féodale Patternist ou être absorbés par les Clayarks anarchistes.

## Personnages
- Mary : une jeune femme biraciale d'un quartier pauvre avec une capacité paranormale latente. Volonté forte et indépendante. Fille de Doro. Mary doit vaincre son père/amant Patternist. Dans ce roman, Mary montre qu'être solitaire peut faire de vous une personne plus indépendante. Pendant la transition de Mary de télépathe « latente » à « actif », Mary crée le premier motif en s'accrochant mentalement à six télépathes actifs. Mary ajoute finalement quinze cents personnes à sa communauté Patternist. Le père de Mary, Doro, pense qu'elle a trop de pouvoir et lui ordonne de cesser ses ajouts de Patternists ; Mary tue alors son père.
- Doro : un immortel de quatre mille ans originaire de Nubie, région située au sud de l'Égypte ancienne. Doro est le père (au propre comme au figuré) du groupe télépathe d'humains qui deviennent les Patternists. Doro est finalement tué par sa fille Mary.
- Emma : une parente éloignée de Mary, précédemment connue dans Mauvaise Graine sous le nom d'Anyanwu. Elle est immortelle, guérisseuse et métamorphe. Emma accepte de laisser Mary et sa mère, Rina, emménager dans un appartement qu'elle possède pour s'assurer que Mary atteigne l'âge adulte à la demande de Doro.
- Rina : la mère de Marie. Elle est travailleuse du sexe et alcoolique. Doro utilise Rina pour son programme d'élevage dans l'espoir de créer un télépathe meilleur que tous les précédents qu'il a engendrés.
- Karl : le mari de Mary et un télépathe actif, le télépathe le plus puissant de Doro jusqu'à ce que Mary traverse sa transition.

## Analyse
Octavia Butler choisit sa ville natale Pasadena comme cadre, bien que la ville soit nommée Forsyth dans le roman. On identifie aisément les rues de Pasadena des années 1960, même si elles ont des noms différents. Octavia Butler décrit cette ville comme étant une ville riche, où vit une population aisée, âgée et blanche.
Elle commence à écrire le roman à l'adolescence mais ne le publie qu'à 30 ans. Octavia Butler utilise le roman pour développer le thème de la prise de contrôle dans la ville et la communauté où elle a grandi : les Patternists sont des étrangers venant d'Afrique qui envahissent secrètement Forsyth - Pasadena, en en conquérant le territoire maison par maison. Lorsque les  habitants initiaux de Forsyth s'en aperçoivent il est trop tard pour contrer le mouvement.

## Réception critique
Le roman publié en anglais en 1977 sous le tire Mind of my Mind est traduit en plusieurs langues : en français en 1980 sous le titre Le Motif, en allemand en 1983 sous le titre Der Seelenplan, en 1993 en italien sous le titre La nuova stirpe et en portugais en 2022 Elos da Mente.
Il fait l'objet de plusieurs recensions critiques dont Kirkus Reviews, de Mary S. Weinkauf en 1978 dans Delap's F & SF Review. Le livre est considéré, tout comme la série Patternist, comme un ouvrage des débuts d'Octavia Butler, avec un talent prometteur mais restant à développer. Brian Stableford fait la critique du livre dans les colonnes de Foundation, The review of science fiction et dans celles de Vector 88 en 1978 louant l'intense drame psychologique que constitue le roman dans une atmosphère de rébellion fille / père et de lutte de l'idéal révolutionnaire vs. le conservatisme dogmatique. Il  qualifie Octavia Butler de « génération montante de la SF ». Denis Guiot produit une critique en français en 1980 dans Fiction. Le livre est également cité par Bill Carlin en 1980 et Sue Thomason en 1991 dans Paperback Inferno, Orson Scott Card en 1992 dans The Magazine of Fantasy & Science Fiction et par David Steffen en 2020 dans Diabolical Plots.